# KCNC4
El canal de potasio dependiente de voltaje, subfamilia relacionada con Shaw, miembro 4 ( KCNC4 ), también conocido como K v 3.4, es un gen humano.
La familia de genes Shaker de Drosophila codifica componentes de canales de potasio dependientes de voltaje y comprende cuatro subfamilias. Basado en la similitud de secuencia, este gen es similar a la subfamilia Shaw. La proteína codificada por este gen pertenece a la clase de rectificador retardado de proteínas de canal y es una proteína de membrana integral que media la permeabilidad de las membranas excitables a los iones potasio dependiente del voltaje. Genera una corriente transitoria atípica dependiente del voltaje que puede ser importante para la excitabilidad neuronal. Se han encontrado varias variantes de transcripción que codifican diferentes isoformas para este gen.